# Katja Požun
Katja Požun (* 7. April 1993 in Trbovlje) ist eine ehemalige slowenische Skispringerin.

## Werdegang
Požun, die für den SK Zagorje startet, gab ihr internationales Debüt im Alter von nur elf Jahren zur Saison 2004/05. Nach zwei FIS-Rennen im August 2004 startete sie ab Februar 2005 im Continental Cup. In ihrem ersten und einzigen Springen in Breitenberg erreichte sie mit Platz 20 elf Punkte und belegte so am Ende den 47. Platz der Continental-Cup-Gesamtwertung. Auch im Sommer 2005 war sie mehrfach erfolgreich. So gelang es ihr in Klingenthal auch erstmals unter die besten zehn zu springen. Bei den Nordischen Junioren-Skiweltmeisterschaften 2006 in Kranj erreichte sie im Einzel von der Normalschanze Platz 14. Nach der Junioren-WM ließen ihre Leistungen nach. Sie sprang zwar ausnahmslos in die Punkte, mehr als ein 21. Platz war für Požun aber nicht zu holen. Auch in der folgenden Saison 2006/2007 kam sie nur einmal über einen 20. Platz hinaus und erreichte in Meinerzhagen den 19. Rang.
Bei den Nordischen Junioren-Skiweltmeisterschaften 2007 in Tarvis sprang Požun von der Normalschanze erneut nur auf den 14. Platz. Ab Dezember 2007 war bei ihr eine Leistungssteigerung zu erkennen, als sie im norwegischen Notodden zweimal den elften und im Januar 2008 in Toblach Platz neun erreichte. Überraschend konnte sie bei den Junioren-Weltmeisterschaften 2008 in Zakopane die Bronzemedaille im Einzel hinter Jacqueline Seifriedsberger und Elena Runggaldier gewinnen. Trotz dieses Erfolges verschwand sie danach für drei Jahre von der internationalen Bühne.
Im Juli 2011 gab Požun in Szczyrk ihr Comeback im Continental Cup und gewann auch auf Anhieb wieder Punkte. Zum Start der Skisprung-Continental-Cup 2011/12 überraschte Požun mit einem Sieg und einem dritten Platz in Rovaniemi. Daraufhin wurde sie für den Skisprung-Weltcup nominiert, wo sie am 3. Dezember 2012 in Lillehammer debütierte und auf Anhieb Siebte wurde. Auch in allen weiteren Weltcups im Januar und Februar 2012 erreichte sie ohne Ausnahme nur Top-10-Platzierungen. In Hinzenbach stand sie dabei mit dem dritten Platz erstmals auf dem Podium.
Bei den Nordischen Junioren-Skiweltmeisterschaften 2012 in Erzurum gewann Požun mit dem Team erneut Silber, enttäuschte aber im Einzelspringen mit einem 19. Platz. Trotz dieser schwachen Leistung gehörte sie auch weiterhin fest zum Weltcup-Kader und sprang dabei auch weiter gute Platzierungen heraus. Bei den Slowenischen Meisterschaften 2012 gewann sie vor Maja Vtič und Urša Bogataj den nationalen Titel. Auch im Sommer 2012 hielt sie ihre Leistungen konstant und stand im Rahmen des Skisprung-Grand-Prix in Almaty mit dem zweiten Platz erneut auf dem Podium.
Bei den Nordischen Junioren-Skiweltmeisterschaften 2013 in Liberec gelang es ihr mit der Mannschaft nach einer Bronze im Einzelspringen die Goldmedaille zu gewinnen. Nach zwei zehnten Plätzen in Sapporo im Weltcup, gelang es ihr kurze Zeit später wieder einstellige Platzierungen zu erreichen. Im slowenischen Ljubno verpasste sie mit dem vierten Platz das Podium nur knapp.
Im Val di Fiemme gehörte sie im Februar 2013 zum Kader bei der Nordischen Skiweltmeisterschaft und sprang dabei von der Normalschanze auf den 18. Platz.
Auf derselben Schanze gewann Požun im Dezember bei der Universiade das Einzelspringen und wurde gemeinsam mit Mitja Mežnar dritte im Mixed-Team-Wettbewerb.
Bei der Olympiapremiere des Damenskispringens belegte sie Rang elf.
Beim Weltcupwochenende in Ljubno Ende Januar 2018 bestritt Požun ihre Abschiedsspringen.

## Erfolge

### Continental-Cup-Siege im Einzel
| Nr. | Datum             | Ort       | Typ           |
| --- | ----------------- | --------- | ------------- |
| 1.  | 29. November 2011 | Rovaniemi | Normalschanze |

## Statistik

### Weltcup-Platzierungen
| Saison  | Platz | Punkte |
| ------- | ----- | ------ |
| 2011/12 | 07.   | 422    |
| 2012/13 | 06.   | 499    |
| 2013/14 | 12.   | 350    |
| 2015/16 | 23.   | 160    |

### Grand-Prix-Platzierungen
| Saison | Platz | Punkte |
| ------ | ----- | ------ |
| 2012   | 06.   | 144    |
| 2013   | 03.   | 286    |
| 2014   | 11.   | 046    |
| 2015   | 13.   | 101    |
| 2016   | 35.   | 008    |
| 2017   | 23.   | 038    |

### Continental-Cup-Platzierungen
| Saison  | Platz | Punkte |
| ------- | ----- | ------ |
| 2004/05 | 47.   | 011    |
| 2005/06 | 27.   | 129    |
| 2006/07 | 38.   | 069    |
| 2010/11 | 26.   | 136    |
| 2011/12 | 06.   | 206    |